# フローリン (オーストラリアの硬貨)
オーストラリア・フローリン（英語: Florin、2/-）は、オーストラリア国内で流通する通貨。1オーストラリア・ポンドの10分の1の価値を持つ。1910年から1963年まで鋳造されており、現在は豪フローリン硬貨から20セント硬貨に置き換えられるまでは、オーストラリアの貨幣は英国通貨を中心としたポンド通貨圏に属しレートも基本的に英国に連動していた。
対オーストラリアセントは20¢＝2豪シリングとされた。

## 参考
- Ian W. Pitt, ed (2000年). Renniks Australian Coin and Banknote Values (19 ed.). Chippendale, N.S.W.: Renniks Publications. ISBN 978-0-9585574-4-3
- Bruce, Colin R.; Thomas Michael (2005年). 2006 Standard Catalog of World Coins (1901-present). KP Books. p. 69. ISBN 0-87349-987-5
- Florins article on Cruzis Coins （英語）